# Torneo Nacional de Boxeo Playa Girón 2011
Das Torneo Nacional de Boxeo Playa Girón 2011 wurde vom 10. bis zum 18. Dezember 2011 in Pinar del Río ausgetragen und war die 50. Austragung der nationalen kubanischen Meisterschaften im Amateurboxen.

## Medaillengewinner
Die Meistertitel wurden in zehn Gewichtsklassen vergeben.
| Gewichtsklasse                   | Gold                | Silber               | Bronze                  |
| -------------------------------- | ------------------- | -------------------- | ----------------------- |
| Leichtfliegengewicht (bis 49 kg) | Yosvany Veitía      | Daniel Matellon      | Eriel Pérez             |
| Leichtfliegengewicht (bis 49 kg) | Yosvany Veitía      | Daniel Matellon      | Santiago Amador         |
| Fliegengewicht (bis 52 kg)       | Robeisy Ramírez     | Olandy Regalado      | Leonel Álvarez          |
| Fliegengewicht (bis 52 kg)       | Robeisy Ramírez     | Olandy Regalado      | Maikel Romero           |
| Bantamgewicht (bis 56 kg)        | Norlan Yera         | Marcos Forestal      | Yumaiki Aguilar         |
| Bantamgewicht (bis 56 kg)        | Norlan Yera         | Marcos Forestal      | Yoandris Herrera        |
| Leichtgewicht (bis 60 kg)        | Yasniel Toledo      | Collazo Sotomayor    | Yosdel Fernández        |
| Leichtgewicht (bis 60 kg)        | Yasniel Toledo      | Collazo Sotomayor    | Yunior Valdez           |
| Halbweltergewicht (bis 64 kg)    | Roniel Iglesias     | Richard Poll         | Reidel Olivares         |
| Halbweltergewicht (bis 64 kg)    | Roniel Iglesias     | Richard Poll         | Livan Navarro           |
| Weltergewicht (bis 69 kg)        | Carlos Banteur      | Arisnoide Despaigne  | Yoelquis Labaniño       |
| Weltergewicht (bis 69 kg)        | Carlos Banteur      | Arisnoide Despaigne  | Adrian Lescay Baro      |
| Mittelgewicht (bis 75 kg)        | Ramon Luis          | Emilio Correa Bayeux | Sandro Abraham Aguilera |
| Mittelgewicht (bis 75 kg)        | Ramon Luis          | Emilio Correa Bayeux | Yasiel Despaigne        |
| Halbschwergewicht (bis 81 kg)    | Julio César La Cruz | Yaikel Kindelán      | Yusiel Nápoles          |
| Halbschwergewicht (bis 81 kg)    | Julio César La Cruz | Yaikel Kindelán      | Irosvany Duvergel       |
| Schwergewicht (bis 91 kg)        | Leinier Perot       | José Larduet         | Frank Sánchez           |
| Schwergewicht (bis 91 kg)        | Leinier Perot       | José Larduet         | Ronney Aguirre          |
| Superschwergewicht (über 91 kg)  | Erislandy Savón     | Yoandri Maceo        | Yoandry Reyna Poll      |
| Superschwergewicht (über 91 kg)  | Erislandy Savón     | Yoandri Maceo        | Adrián González         |